# Butch Goring
Butch Goring, właśc. Robert Thomas Goring (ur. 22 października 1949 w Saint Boniface) – kanadyjski hokeista grający na pozycji napastnika (centra), reprezentant kraju, trener. Obecnie komentator telewizyjny meczów New York Islanders na stacji MSG Network, które komentuje wraz z prezenterem, Brendanem Burkiem.
Jeden z najlepszych zawodników w historii ligi NHL. Reprezentował barwy: Winnipeg Rangers, Hull Nationals, dwukrotnie Winnipeg Jets, St. Boniface Mohawks, Dauphin Kings, Regina Pats (zdobywca Memorial Cup), Los Angeles Kings, Springfield Kings (zdobywca Pucharu Caldera), New York Islanders (czterokrotny zdobywca Pucharu Stanleya), Boston Bruins oraz Nova Scotia Oilers. Z reprezentacją Kanady zdobył Canada Cup 1981.
Znakiem rozpoznawczym Goringa był hełm Svena Tumby marki Spaps, którym grał przez całą swoją karierę sportową. Zdobył także reputację prawdopodobnie najsłabszego wyczucia mody w lidze. W latach 70., podczas podróży z Los Angeles Kings, nieznany włamywacz włamał się do jego pokoju hotelowego i ukradł wszystko, co należało do jego współlokatora, ale pozostawił wszystkie ubrania Goringa wiszące w szafie nietknięte. W 2010 roku, w jednym z odcinków programu pt. Off the Record with Michael Landsberg, kolega Goringa z New York Islanders, Mike Bossy stwierdził, że Goring jest prawdopodobnym twórcą tradycji ligi NHL zapuszczania brody podczas fazy play-off, powszechnie nazywanej brodą play-off. Jednak pozostali koledzy Goringa z drużyny Wyspiarzy, Clark Gillies oraz Dave Lewis, wskazują, że tradycja rozpoczęła się w połowie lat 70., przed dołączeniem Goringa do drużyny Wyspiarzy, choć Goring z pewnością uczestniczył w tradycji po dołączeniu do drużyny Wyspiarzy.
29 lutego 2020 roku, tuż przed meczem wyjazdowym New York Islanders z Boston Bruins (0:4), koszulka z numerem 91, w której Goring grał w New York Islanders, został dla niego zastrzeżony.
Jako trener był grającym asystentem Ala Arboura w New York Islanders, był grającym, następnie wyłącznie trenerem Boston Bruins, prowadził również Spokane Chiefs, Capital District Islanders, Las Vegas Thunder, Denver/Utah Grizzlies (dwukrotny zdobywca Pucharu Turnera), New York Islanders, Anchorage Aces, Frankfurt Lions, Krefeld Pinguine (mistrzostwo Niemiec) oraz DEG Metro Stars.
Był także nagradzany indywidualnie: zdobywca Lady Byng Trophy, zdobywca Bill Masterton Trophy, zdobywca Conn Smythe Trophy, dwukrotny zdobywca Commissioner’s Trophy, zdobywca Nagrody Hokejowej i Sportowej MJHL, uczestnik Meczu Gwiazd NHL, Sportowiec Roku w Manitobie, członek Manitoba Sports Hall of Fame and Museum, honorowy członek Manitoba Hockey Hall of Fame.

## Kariera

### Wczesna kariera
Butch Goring karierę sportową rozpoczął w występującym w lidze MJHL Winnipeg Rangers, w którym grał do 1967 roku. W sezonie 1966/1967 zdobył Nagrodę Hokejową i Sportową MJHL. W sezonie 1967/1968 reprezentował barwy występującego w lidze Que-Sr. Hull Nationals. Następnymi klubami w karierze Goringa były: dwukrotnie Winnipeg Jets (1968, 1968–1969), St. Boniface Mohawks (1968), Dauphin Kings (1969) oraz Regina Pats (1969), z którą zdobył Memorial Cup 1969.

### Los Angeles Kings
12 czerwca 1969 roku został wybrany przez władze klubu ligi NHL, Los Angeles Kings, w 5 rundzie draftu NHL z numerem 51, którego wkrótce został zawodnikiem. Jednocześnie dwukrotnie w latach 1970–1971 występował w klubie filialnym drużyny Królów, występującym w lidze AHL Springfield Kings, z którym w sezonie 1970/1971, w fazie play-off prowadził w klasyfikacji zdobytych goli (11 goli), asyst (14 asyst) i punktów (25 punktów), a po wygranej rywalizacji w finale 4:0 z Providence Reds, zdobył Puchar Caldera (grał w drużynie wraz Billem Smithem, członkiem Hockey Hall of Fame oraz przyszłym kolegą z New York Islanders).
Następnie wrócił do drużyny Królów, w której grał do 1980 roku oraz stanowił o jej sile. W sezonie 1975/1976, w ćwierćfinale play-offów, w przegranej rywalizacji 4:3 z Boston Bruins, w drugim meczu: 13 kwietnia 1976 roku u siebie (3:2 p.d.) oraz w szóstym meczu: 22 kwietnia 1976 roku na wyjeździe (4:3 p.d.), zdobył decydujące gole odpowiednio w 27. sekundzie oraz w 18. minucie dogrywki.
W sezonie 1977/1978 zdobył dwie indywidualne nagrody: Lady Byng Trophy – nagrodę dla najuczciwszego zawodnika ligi NHL oraz Bill Masterton Trophy – nagrodę dla zawodnika, który wykazywał się największą wytrwałością, największym poświęceniem hokejowi na lodzie, a także stanowił przykład uczciwej gry, stając się tym samym pierwszym zawodnikiem, który wygrał te trofea w tym samym sezonie. Przed rozpoczęciem sezonu 1978/1979 otrzymał od władz występującego wówczas w lidze WHA Edmonton Oilers, ofertę 5-letniego kontraktu o wartości 1 000 000 dolarów, jednak Goring nie przyjął tej oferty. W trakcie sezonu 1979/1980 odszedł z klubu.

### New York Islanders
W trakcie sezonu 1979/1980 został sprzedany do New York Islanders, w zamian za Billa Harrisa oraz Dave’a Lewisa, którzy przeszli wówczas do Los Angeles Kings, a Goring tym samym był uważany za "ostatni element układanki" drużyny Wyspiarzy. W sezonie 1979/1980 wystąpił w Meczu Gwiazd NHL 1980, natomiast w fazie play-off rozegrał 21 meczów, w których zdobył 19 punktów (7 goli, 12 asyst) oraz spędził 2 minuty na ławce kar, w dużym stopniu przyczynił się do zdobycia przez drużynę Wyspiarzy pierwszego w historii Pucharu Stanleya po wygranej rywalizacji 4:3 w finale z Philadelphia Flyers.
W sezonie 1980/1981, w fazie play-off poprawił swoje statystyki (20 punktów – 10 goli, 10 asyst) oraz po raz drugi w karierze zdobył Puchar Stanleya po wygranej rywalizacji 4:1 w finale z Minnesota North Stars, co pomogło mu w zdobyciu Conn Smythe Trophy – nagrody dla najlepszego zawodnika fazy play-off ligi NHL oraz nagrody Sportowca Roku w Manitobie w 1981 roku, natomiast w sezonie zasadniczym rozegrał 78 meczów, w których zdobył 60 punktów (23 gole, 37 asyst), nie otrzymał żadnej kary, jednak nie zdobył nagrody Lady Byng Trophy. Z klubem zdobył Puchar Stanleya jeszcze dwukrotnie (1982, 1983), a w sezonie 1983/1984 drużyna Wyspiarzy została zdetronizowana po porażce w finale 4:1 z Edmonton Oilers, w którym wówczas jednym z zawodników był Wayne Gretzky.

### Ostatnie lata kariery
W trakcie sezonu 1984/1985 przeszedł do Boston Bruins, w którym po zakończeniu sezonu 1984/1985 po raz pierwszy zakończył karierę sportową, jednak w sezonie 1986/1987, po zwolnieniu z funkcji grającego trenera Boston Bruins, wznowił karierę sportową w występującym w lidze AHL Nova Scotia Oilers, w którym po sezonie 1986/1987 ostatecznie zakończył karierę sportową, jako jeden z ostatnich zawodników, którzy rozpoczęli karierę sportową w latach 60..
Łącznie w lidze MJHL, w fazie zasadniczej rozegrał 54 mecze, w których zdobył 66 punktów (35 goli, 31 asyst) oraz spędził 2 minuty na ławce kar, natomiast w fazie play-off rozegrał 12 meczów, w których zdobył 12 punktów (4 gole, 8 asyst), w lidze Que-Sr., w fazie zasadniczej rozegrał 40 meczów, w których zdobył 57 punktów (16 goli, 41 asyst) oraz spędził 4 minuty na ławce kar, w Allan Cup rozegrał 12 meczów, w których zdobył 11 punktów (5 goli, 6 asyst) oraz spędził 2 minuty na ławce kar, w lidze WCHL, w fazie zasadniczej rozegrał 39 meczów, w których zdobył 75 punktów (42 gole, 33 asysty), w Memorial Cup rozegrał 14 meczów, w których zdobył 21 punktów (10 goli, 11 asyst) oraz spędził 5 minut na ławce kar, w lidze NHL, w fazie zasadniczej rozegrał 1107 meczów, w których zdobył 888 punktów (375 goli, 513 asyst) oraz spędził 102 minuty na ławce kar, natomiast w fazie play-off rozegrał 134 mecze, w których zdobył 88 punktów (38 goli, 50 asyst) oraz spędził 32 minuty na ławce kar, w lidze AHL, w fazie zasadniczej rozegrał 69 meczów, w których zdobył 83 punkty (39 goli, 44 asysty) oraz spędził 6 minut na ławce kar, natomiast w fazie play-off rozegrał 12 meczów, w których zdobył 25 punktów (11 goli, 14 asyst). Zajmuje także 6. miejsce w klasyfikacji wszech czasów ligi NHL względem zdobytych goli w przewadze (39 goli).

## Kariera reprezentacyjna
Butch Goring w 1981 roku był w składzie reprezentacji Kanady podczas Canada Cup 1981 w Kanadzie, w którym rozegrał 7 meczów, w których zdobył 5 punktów (3 gole, 2 asysty) oraz spędził 4 minuty na ławce kar, a reprezentacja Kanady przegrała 13 września 1981 roku 8:1 finale rozegranym na Forum de Montréal w Montrealu z reprezentacją ZSRR.

## Kariera trenerska

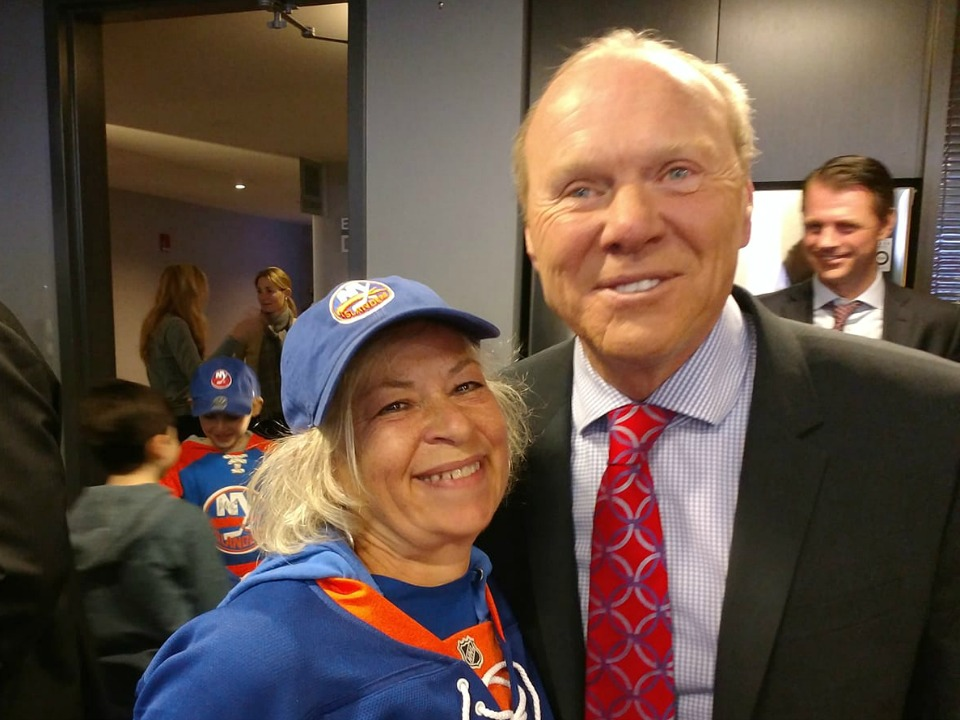
Butch Goring pozujący do zdjęcia z fanką w 2018

Butch Goring jeszcze w trakcie kariery sportowej był grającym asystentem trenerem Ala Arboura w New York Islanders, którym był w latach 1982–1984. Następnie w latach 1985–1986 był grającym trenerem Boston Bruins, w którym z powodu słabego początku sezonu 1986/1987 (5 zwycięstw, 1 remis, 7 porażek), został zastąpiony przez Terry’ego O’Reilly’ego. Po ostatecznym zakończeniu kariery sportowej został trenerem występującego w lidze WHL Spokane Chiefs, w którym w trakcie sezonu 1988/1989 został zastąpiony przez Boba Strumma. Następnie w latach 1990–1993 był trenerem występującego w lidze AHL Capital District Islanders. W sezonie 1993/1994 trenował występującego w lidze IHL Las Vegas Thunder.
W latach 1994–1999 trenował klub filialny New York Islanders, Denver Grizzlies (w 1995 roku klub przeniósł się do stanu Utah i odtąd funkcjonował pn. Utah Grizzlies), z dwukrotnie zdobył Puchar Turnera (1995, 1996) oraz dwukrotnie zdobył Commissioner’s Trophy (1995, 1996) – nagrodę dla najlepszego trenera ligi IHL (w sezonie 1995/1996 był menedżerem generalnym klubu). Następnie został trenerem występującego w lidze NHL New York Islanders, który od sezonu 1993/1994 nie awansował do fazy play-off, a także w którym w tym czasie jednym z zawodników był Mariusz Czerkawski. Jednak drużyna Wyspiarzy pod wodzą Goringa również nie błyszczała, w związku z czym 4 marca 2001 roku, został zastąpiony przez Lorne'a Henninga. W 2000 roku był asystentem trenera Toma Renneya w reprezentacji Kanady podczas mistrzostw świata 2000 Grupy A w Rosji.
W sezonie 2001/2002 trenował występującego w lidze WCHL Anchorage Aces, jednak po kilku miesiącach został zwolniony oraz zastąpiony przez Walta Poddubny’ego. Następnie wyjechał do Niemiec, gdzie w lutym 2002 roku zastąpił Douga Bradleya na stanowisku trenera występującego w lidze Deutsche Eishockey Liga Frankfurt Lions, z którym w sezonie 2001/2002 nie awansował do fazy play-off, w związku z czym odszedł z klubu. Potem przeniósł się do Krefeld Pinguine, gdzie najpierw był dyrektorem ds. hokeja na lodzie, następnie w grudniu 2002 roku zastąpił Chrisa Valentine’a na stanowisku trenera drużyny Pingwinów, z którą w sezonie 2002/2003 po wygranej rywalizacji w finale 3:2 z Kölner Haie zdobył z klubem pierwsze od 1952 roku mistrzostwo Niemiec. W grudniu 2003 roku z powodu słabego początku sezonu 2003/2004 w grudniu 2003 roku, został zastąpiony przez Haralda Wasiljewa.
14 października 2004 roku zastąpił Michaela Kommę na stanowisku trenera DEG Metro Stars, z którym w sezonie 2004/2005 nie zdołał awansować do fazy play-off, w związku odszedł z klubu.

## Statystyki

### Klubowe
| 1965/1966         | Winnipeg Rangers     | MJHL              | 3    | 0   | 0   | 0   | 0   | 3   | 0  | 1  | 1  | 0  |
| 1966/1967         | Winnipeg Rangers     | MJHL              | 51   | 35  | 31  | 66  | 2   | 8   | 2  | 6  | 8  | 0  |
| 1967/1968         | Hull Nationals       | Que-Sr.           | 40   | 16  | 41  | 57  | 4   | –   | –  | –  | –  | —  |
| 1967/1968         | Winnipeg Jets        | MJHL              | –    | –   | –   | –   | –   | 1   | 2  | 1  | 3  | 0  |
| 1967/1968         | St. Boniface Mohawks | AC                | –    | –   | –   | –   | –   | 12  | 5  | 6  | 11 | 2  |
| 1968/1969         | Winnipeg Jets        | WCHL              | 39   | 42  | 33  | 75  | 0   | –   | –  | –  | –  | —  |
| 1968/1969         | Dauphin Kings        | MC                | –    | –   | –   | –   | –   | 12  | 8  | 8  | 16 | 5  |
| 1968/1969         | Regina Pats          | MC                | –    | –   | –   | –   | –   | 2   | 2  | 3  | 5  | 0  |
| 1969/1970         | Los Angeles Kings    | NHL               | 59   | 13  | 23  | 36  | 8   | –   | –  | –  | –  | —  |
| 1969/1970         | Springfield Kings    | AHL               | 19   | 13  | 7   | 20  | 0   | –   | –  | –  | –  | —  |
| 1970/1971         | Los Angeles Kings    | NHL               | 19   | 2   | 5   | 7   | 2   | –   | –  | –  | –  | —  |
| 1970/1971         | Springfield Kings    | AHL               | 40   | 23  | 32  | 55  | 4   | 12  | 11 | 14 | 25 | 0  |
| 1971/1972         | Los Angeles Kings    | NHL               | 74   | 21  | 29  | 50  | 2   | –   | –  | –  | –  | —  |
| 1972/1973         | Los Angeles Kings    | NHL               | 67   | 28  | 31  | 59  | 2   | –   | –  | –  | –  | —  |
| 1973/1974         | Los Angeles Kings    | NHL               | 70   | 28  | 33  | 61  | 2   | 5   | 0  | 1  | 1  | 0  |
| 1974/1975         | Los Angeles Kings    | NHL               | 60   | 27  | 33  | 60  | 6   | 3   | 0  | 0  | 0  | 0  |
| 1975/1976         | Los Angeles Kings    | NHL               | 80   | 33  | 40  | 73  | 8   | 9   | 2  | 3  | 5  | 4  |
| 1976/1977         | Los Angeles Kings    | NHL               | 78   | 30  | 55  | 85  | 6   | 9   | 7  | 5  | 12 | 0  |
| 1977/1978         | Los Angeles Kings    | NHL               | 80   | 37  | 36  | 73  | 2   | 2   | 0  | 0  | 0  | 2  |
| 1978/1979         | Los Angeles Kings    | NHL               | 80   | 36  | 51  | 87  | 16  | 2   | 0  | 0  | 0  | 0  |
| 1979/1980         | Los Angeles Kings    | NHL               | 69   | 20  | 48  | 68  | 12  | –   | –  | –  | –  | —  |
| 1979/1980         | New York Islanders   | NHL               | 12   | 6   | 5   | 11  | 2   | 21  | 7  | 12 | 19 | 2  |
| 1980/1981         | New York Islanders   | NHL               | 78   | 23  | 37  | 60  | 0   | 18  | 10 | 10 | 20 | 6  |
| 1981/1982         | New York Islanders   | NHL               | 67   | 15  | 17  | 32  | 10  | 19  | 6  | 5  | 11 | 12 |
| 1982/1983         | New York Islanders   | NHL               | 75   | 19  | 20  | 39  | 8   | 20  | 4  | 8  | 12 | 4  |
| 1983/1984         | New York Islanders   | NHL               | 71   | 22  | 24  | 46  | 8   | 21  | 1  | 5  | 6  | 2  |
| 1984/1985         | New York Islanders   | NHL               | 29   | 2   | 5   | 7   | 2   | –   | –  | –  | –  | —  |
| 1984/1985         | Boston Bruins        | NHL               | 39   | 13  | 21  | 34  | 6   | 5   | 1  | 1  | 2  | 0  |
| 1986/1987         | Nova Scotia Oilers   | AHL               | 10   | 3   | 5   | 8   | 2   | –   | –  | –  | –  | —  |
| Łącznie w MJHL    | Łącznie w MJHL       | Łącznie w MJHL    | 54   | 35  | 31  | 66  | 2   | 12  | 4  | 8  | 12 | 0  |
| Łącznie w Que-Sr. | Łącznie w Que-Sr.    | Łącznie w Que-Sr. | 40   | 16  | 41  | 57  | 4   | –   | –  | –  | –  | —  |
| Łącznie w AC      | Łącznie w AC         | Łącznie w AC      | –    | –   | –   | –   | –   | 12  | 5  | 6  | 11 | 2  |
| Łącznie w WCHL    | Łącznie w WCHL       | Łącznie w WCHL    | 39   | 42  | 33  | 75  | 0   | –   | –  | –  | –  | —  |
| Łącznie w MC      | Łącznie w MC         | Łącznie w MC      | –    | –   | –   | –   | –   | 14  | 10 | 11 | 21 | 5  |
| Łącznie w NHL     | Łącznie w NHL        | Łącznie w NHL     | 1107 | 375 | 513 | 888 | 102 | 134 | 38 | 50 | 88 | 32 |
| Łącznie w AHL     | Łącznie w AHL        | Łącznie w AHL     | 69   | 39  | 44  | 83  | 6   | 12  | 11 | 14 | 25 | 0  |

### Reprezentacyjne
| Rok    | Drużyna | Turniej    | Miejsce |   | M | G | A | Pkt | Min |
| ------ | ------- | ---------- | ------- | - | - | - | - | --- | --- |
| 1981   | Kanada  | Canada Cup |         | 7 | 3 | 2 | 5 | 4   |     |
| Ogółem | Ogółem  | Ogółem     | Ogółem  | 7 | 3 | 2 | 5 | 4   |     |

### Trenerskie
| Sezon          | Klub                       | Liga           | Faza zasadnicza | Faza zasadnicza | Faza zasadnicza | Faza zasadnicza | Faza zasadnicza | Faza zasadnicza | Faza zasadnicza | Faza zasadnicza                          | Faza play-off          | Faza play-off          | Faza play-off          | Faza play-off          | Faza play-off                                       |
| Sezon          | Klub                       | Liga           | M               | Z               | R               | P               | PPD             | PPK             | Pkt             | Miejsce                                  | M                      | Z                      | P                      | Z%                     | Wynik                                               |
| -------------- | -------------------------- | -------------- | --------------- | --------------- | --------------- | --------------- | --------------- | --------------- | --------------- | ---------------------------------------- | ---------------------- | ---------------------- | ---------------------- | ---------------------- | --------------------------------------------------- |
| 1985/1986      | Boston Bruins              | NHL            | 80              | 37              | 12              | 31              | –               | –               | 86              | 3. miejsce, Dywizja Adams                | 3                      | 0                      | 3                      | 0                      | Półfinał Dywizji (przegrana z Montreal Canadiens)   |
| 1986/1987      | Boston Bruins              | NHL            | 13              | 5               | 1               | 7               | –               | –               | (11)            | (Zwolniony)                              | —                      | —                      | —                      | —                      | —                                                   |
| 1987/1988      | Spokane Chiefs             | WHL            | 72              | 37              | 3               | 32              | –               | –               | 77              | 2. miejsce, Dywizja Zachodnia            | 15                     | 7                      | 8                      | 46.67                  | Finał Dywizji (przegrana z Kamloops Blazers)        |
| 1988/1989      | Spokane Chiefs             | WHL            | 11              | 2               | 0               | 9               | –               | –               | (4)             | (Zwolniony)                              | —                      | —                      | —                      | —                      | —                                                   |
| 1990/1991      | Capital District Islanders | AHL            | 80              | 28              | 9               | 43              | –               | –               | 65              | 7. miejsce, Dywizja Południowa           | Nie zakwalifikował się | Nie zakwalifikował się | Nie zakwalifikował się | Nie zakwalifikował się | Nie zakwalifikował się                              |
| 1991/1992      | Capital District Islanders | AHL            | 80              | 32              | 11              | 37              | –               | –               | 75              | 4. miejsce, Dywizja Północna             | 7                      | 3                      | 4                      | 42.86                  | Półfinał Dywizji (przegrana z Springfield Indians)  |
| 1992/1993      | Capital District Islanders | AHL            | 80              | 34              | 12              | 34              | –               | –               | 80              | 3. miejsce, Dywizja Północna             | 4                      | 0                      | 4                      | 0                      | Półfinał Dywizji (przegrana z Adirondack Red Wings) |
| 1993/1994      | Las Vegas Thunder          | IHL            | 81              | 52              | –               | 18              | 11              | –               | 115             | 1. miejsce, Dywizja Pacific              | 5                      | 1                      | 4                      | 20                     | Ćwierćfinał (przegrana z San Diego Gulls)           |
| 1994/1995      | Denver Grizzlies           | IHL            | 81              | 57              | –               | 18              | 6               | –               | 120             | 1. miejsce, Dywizja Południowo-zachodnia | 17                     | 15                     | 2                      | 88.24                  | Puchar Turnera (wygrana z Kansas City Blades)       |
| 1995/1996      | Utah Grizzlies             | IHL            | 82              | 49              | –               | 29              | 4               | –               | 102             | 2. miejsce, Dywizja Południowo-zachodnia | 22                     | 15                     | 7                      | 68.18                  | Puchar Turnera (wygrana z Orlando Solar Bears)      |
| 1996/1997      | Utah Grizzlies             | IHL            | 82              | 43              | –               | 33              | 6               | –               | 92              | 3. miejsce, Dywizja Południowo-zachodnia | 7                      | 3                      | 4                      | 42.86                  | Ćwierćfinał (przegrana z Long Beach Ice Dogs)       |
| 1997/1998      | Utah Grizzlies             | IHL            | 82              | 47              | –               | 27              | 8               | –               | 102             | 3. miejsce, Dywizja Południowo-zachodnia | 4                      | 1                      | 3                      | 25                     | 1/8 finału (przegrana z Kansas City Blades)         |
| 1998/1999      | Utah Grizzlies             | IHL            | 82              | 39              | –               | 34              | 9               | –               | 87              | 3. miejsce, Dywizja Południowo-zachodnia | Nie zakwalifikował się | Nie zakwalifikował się | Nie zakwalifikował się | Nie zakwalifikował się | Nie zakwalifikował się                              |
| 1999/2000      | New York Islanders         | NHL            | 82              | 24              | 9               | 48              | 1               | –               | 58              | 5. miejsce, Dywizja Atlantycka           | Nie zakwalifikował się | Nie zakwalifikował się | Nie zakwalifikował się | Nie zakwalifikował się | Nie zakwalifikował się                              |
| 2000/2001      | New York Islanders         | NHL            | 65              | 17              | 5               | 40              | 3               | –               | (52)            | (Zwolniony)                              | —                      | —                      | —                      | —                      | —                                                   |
| 2001/2002      | Anchorage Aces             | WCHL           | 32              | 10              | 0               | 18              | 4               | –               | (24)            | (Zwolniony)                              | —                      | —                      | —                      | —                      | —                                                   |
| 2001/2002      | Frankfurt Lions            | DEL            | 10              | 7               | –               | 3               | 0               | 0               | 19              | 11. miejsce                              | Nie zakwalifikował się | Nie zakwalifikował się | Nie zakwalifikował się | Nie zakwalifikował się | Nie zakwalifikował się                              |
| 2002/2003      | Krefeld Pinguine           | DEL            | 28              | 13              | –               | 15              | 0               | 0               | 39              | 6. miejsce                               | 14                     | 10                     | 4                      | 71.43                  | Mistrzostwo Niemiec (wygrana z Kölner Haie)         |
| 2003/2004      | Krefeld Pinguine           | DEL            | 26              | 12              | –               | 12              | 2               | 0               | (33)            | (Zwolniony)                              | —                      | —                      | —                      | —                      | —                                                   |
| 2004/2005      | DEG Metro Stars            | DEL            | 44              | 20              | –               | 19              | 5               | 0               | 61              | 10. miejsce                              | Nie zakwalifikował się | Nie zakwalifikował się | Nie zakwalifikował się | Nie zakwalifikował się | Nie zakwalifikował się                              |
| Łącznie w NHL  | Łącznie w NHL              | Łącznie w NHL  | 240             | 83              | 27              | 126             | –               | –               | 207             |                                          | 3                      | 0                      | 3                      | 0                      |                                                     |
| Łącznie w WHL  | Łącznie w WHL              | Łącznie w WHL  | 83              | 39              | 3               | 41              | –               | –               | 81              |                                          | 15                     | 7                      | 8                      | 46.67                  |                                                     |
| Łącznie w AHL  | Łącznie w AHL              | Łącznie w AHL  | 140             | 94              | 32              | 114             | –               | –               | 220             |                                          | 16                     | 4                      | 12                     | 25                     |                                                     |
| Łącznie w IHL  | Łącznie w IHL              | Łącznie w IHL  | 409             | 235             | 0               | 141             | 33              | –               | 503             |                                          | 50                     | 34                     | 16                     | 68                     |                                                     |
| Łącznie w WCHL | Łącznie w WCHL             | Łącznie w WCHL | 32              | 10              | 0               | 18              | 4               | –               | 24              |                                          | —                      | —                      | —                      | —                      | —                                                   |
| Łącznie w DEL  | Łącznie w DEL              | Łącznie w DEL  | 108             | 52              | 0               | 49              | 7               | 9               | 152             |                                          | 14                     | 10                     | 4                      | 71.43                  |                                                     |

## Sukcesy

### Zawodnicze
Regina Pats
- Memorial Cup: 1969

Springfield Kings
- Puchar Caldera: 1971

New York Islanders
- Puchar Stanleya: 1980, 1981, 1982, 1983
- Finał Pucharu Stanleya: 1984

### Trenerskie
Denver/Utah Grizzlies
- Puchar Turnera: 1995, 1996

Krefeld Penguins
- Mistrzostwo Niemiec: 2003

### Indywidualne
- Lady Byng Trophy: 1978
- Bill Masterton Trophy: 1978
- Conn Smythe Trophy: 1981
- Commissioner’s Trophy: 1995, 1996
- Nagroda Hokejowa i Sportowa MJHL: 1967
- Mecz Gwiazd NHL: 1980
- Sportowiec Roku w Manitobie: 1981
- Członek Manitoba Sports Hall of Fame and Museum: 1992
- Honorowy członek Manitoba Hockey Hall of Fame
- Zastrzeżony numer w New York Islanders: 2020 (numer 91)